# Экспериментальная школа № 5
Эксперимента́льная шко́ла № 5 — общеобразовательная средняя школа на 2032 учащихся, построенная в 1965 году в Донецке по новаторскому проекту И. Ю. Каракиса. Школа находится на берегу реки Кальмиус (в квартале № 9 на территории бывшей Семёновки) по адресу Школьный бульвар, д. 5. В 2009 году школе присвоено имя Героя Советского Союза Николая Павловича Бойко. На 2024 год школа носит название «Многопрофильный лицей № 5 им. Н. П. Бойко городского округа Донецк».

## Архитектура здания

### Предыстория строительства школ в Донецке
В период после окончания Второй мировой войны, в Донецке из многих проектов школ предпочтение отдавалось типовой серии, разработанной Иосифом Каракисом (с участием Н. Г. Савченко) и рассчитанной на 280—400 учеников. Этот проект характеризуется компактностью и одинаковым плановым размером. Изменение вместительности школ этого проекта достигается изменением этажности зданий. Наружный облик этих школ имеет свой уникальный колорит: небольшие барочные фронтоны, стена расчленена пилястрами на всю высоту фасада. Один из лучших примеров этой проектной серии с вариацией вместимости на 400 мест построен в посёлке шахты Мушкетовская-Заперевальная.
Позднее, в 60-е годы в Донецке предпочтение в строительстве школ отдавалось большей вместительности, и школы строились уже по типовому проекту на 960 учеников (разработанному также по проекту Каракиса с участием Н. Г. Савченко), включавшему в себя разновеликий объём для группирования классов, лабораторий, а также актовых и спортивных залов. Эти помещения соединены вестибюлем с гардеробами и остеклённым переходом. По этому проекту построены, например, школа на улице Артёма в районе Шахтёрской площади, школа на проспекте Ильича и школа на бульваре Шахтостроителей.

## Описание здания
В 1965 г. в городе Донецкe проектируется и строится Экспериментальная школа № 5 — культурно-спортивный центр на 2032 учащихся. Здания экспериментальной школы укреплены, а общая вместительность зданий павильонного типа рассчитана на 2032 места. Расположена школа на берегу реки Кальмиус (в квартале № 9 на территории бывшей Семёновки). Автором экспериментального проекта был И. Каракис, привязка к местности — арх. В. И. Волик, А. П. Страшнов, П. И. Вигдергауз, мозаичные композиции — худ. Г. И. Синица, В. И. Зарецкий и А. А. Горская.
Проект школы состоит из комплекса учебных павильонов, которые объединены актовым залом, спортзалом и переходами. Комплекс включает восемь одноэтажных павильонов с пятью классами в каждом, всего 40 классов. Каждый павильон имеет свой внутренний дворик, предназначенный для времяпрепровождения на переменах, а также для учёбы в летнее время. Перед главным фасадом располагается двухэтажный учебный блок, в котором находятся мастерские, лаборатории, кабинеты, административные помещения и столовая. Два двухэтажных здания находятся в окружении восьми одноэтажных зданий, объединяя комплекс в цельный объёмно-пространственный организм.
Здания школы планировочно разделяется на отдельные секции по возрастным группам учащихся. Окна каждого из классов выходят в свой собственный дворик, изолированный от следующего павильона, чтобы один урок не мешал другому. Также в школе Каракиса впервые занятия были организованны таким образом, чтобы длительность уроков была различна у учащихся разных возрастов.
Отмечаются и другие новаторские решения в планировке и интерьере комплекса, такие как выход во двор прямо из классной комнаты, вентилированные шкафы в коридорах, расширенные окна для улучшенного освещения, трансформирующиеся парты с подъёмными сидениями. Место учителя находится на приподнятом пьедестале, классы оборудованы умывальником с электросушилкой.
Главным в планировке интерьера школы было пропорциональное соотношение между плоскостью стен, потолка, пола, формами дверных и оконных проемов. Большое внимание уделялось цветовому сочетанию оборудования, организующего школьное пространство, и отделочных материалов. Вестибюль, который первым приветствовал посетителей школы, решён более парадно, прямо за колоннами расположены две широкие лестницы, возле которых декоративной решеткой ограждён подиум с бассейном.
Оформление интерьера было сделано следующим образом: масляная окраска стен имела серовато-голубой цвет, на полу в мозаичном виде был использован цемент разных цветов. В лабораториях с рекреационными залами для расширения интерьера вместо наружных стен использованы столбы с полным остеклением. Столовая визуально разделена колонами на три раздела с большим центральным проходом посередине и столами, расположенными в боковых разделах. Удобные восьмиместные столы сделаны со специальными пазами, предназначенными для подвешивания табуреток, чтобы облегчить складирование и перемещение мебели и освобождения места. Облицовка стен в столовой выполнена из цветной глазурованной плитки.
Интересную объёмно-пространственную композицию всего комплекса красочно дополняет серия из девяти монументально-декоративных мозаичных панно из смальты и керамической плитки. Восемь мозаик расположены на торцах классных блоков, а центральная, «Прометеи», — на главном фасаде школы, обращённом к набережной реки Кальмиус. Мозаики в 2012 году были внесены в Государственный реестр недвижимых памятников Украины. На заседании технического совета при Донецком областном отделе строительства и архитектуры 16 июля 1965 года авторы работ представили их описания и названия: «Космос», «Вода», «Огонь», «Земля», «Прометеи», «Недра», «Воздух» («Верба»), «Жизнь», «Солнце».

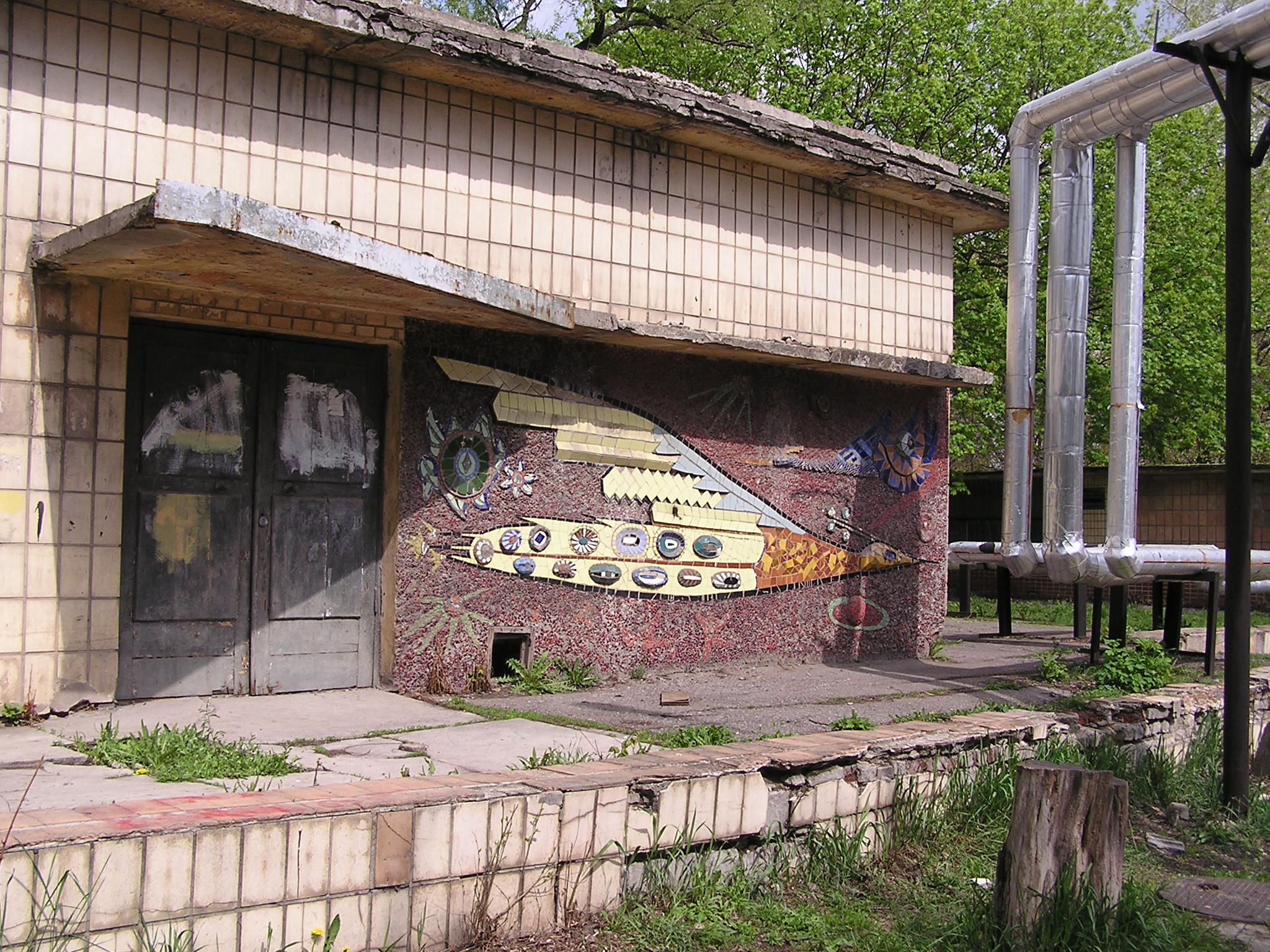
Панно «Космос» (14 м²) изображает двух Жар-птиц, летящих среди планет
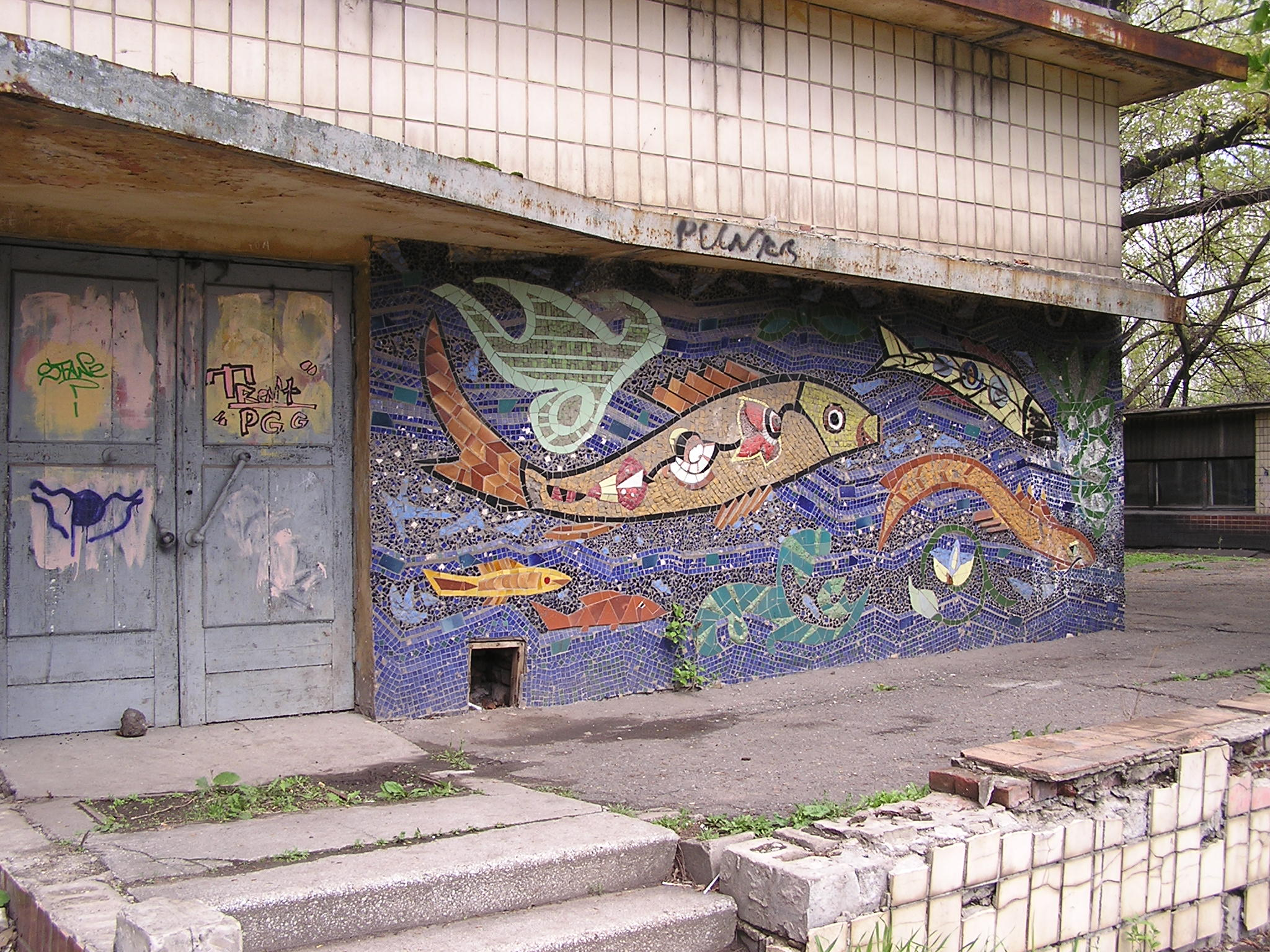
Панно «Вода» (12 м²)
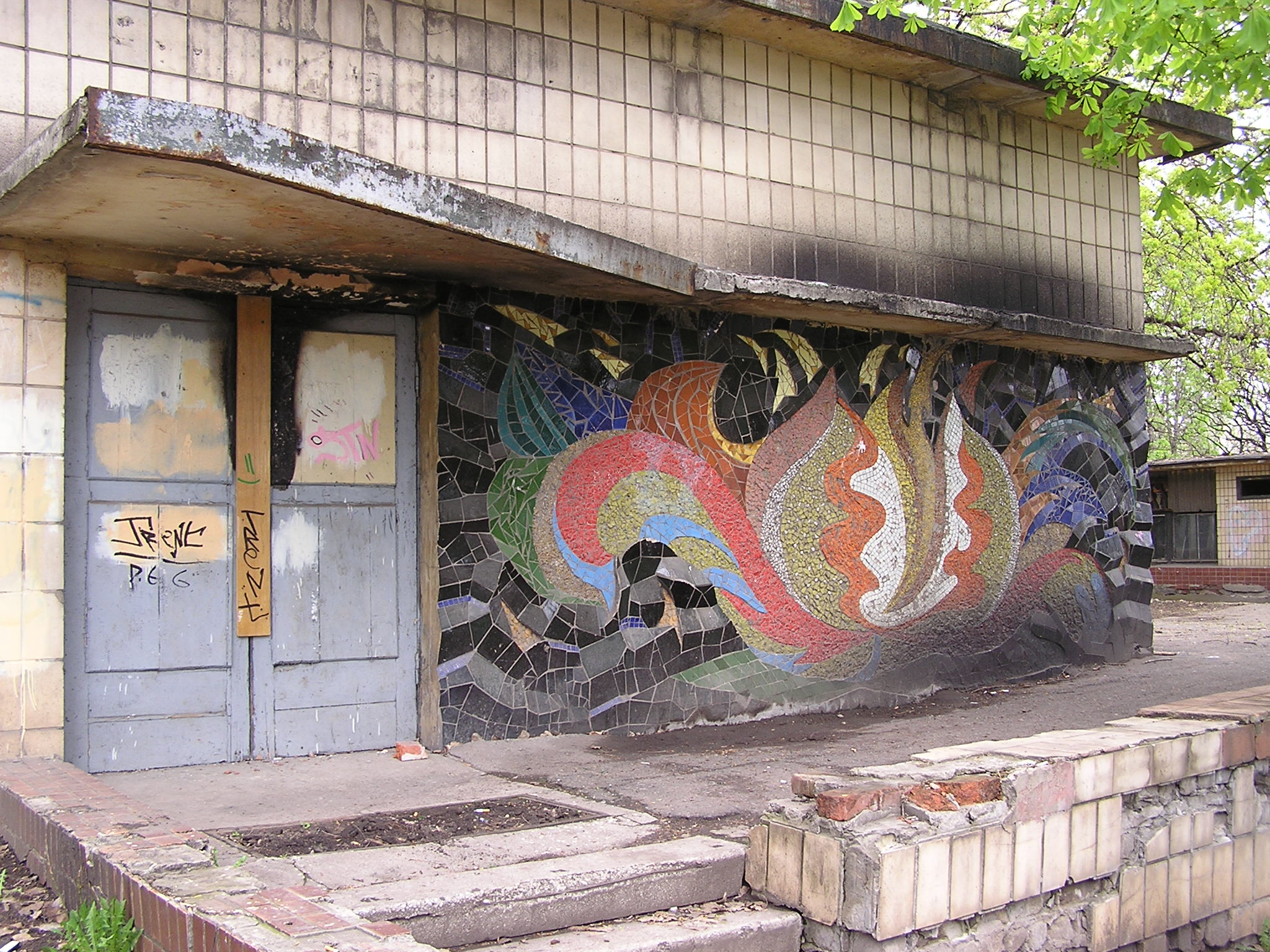
Панно «Огонь» (13,7 м²) изображает цветок в народном стиле, символизирующий огонь
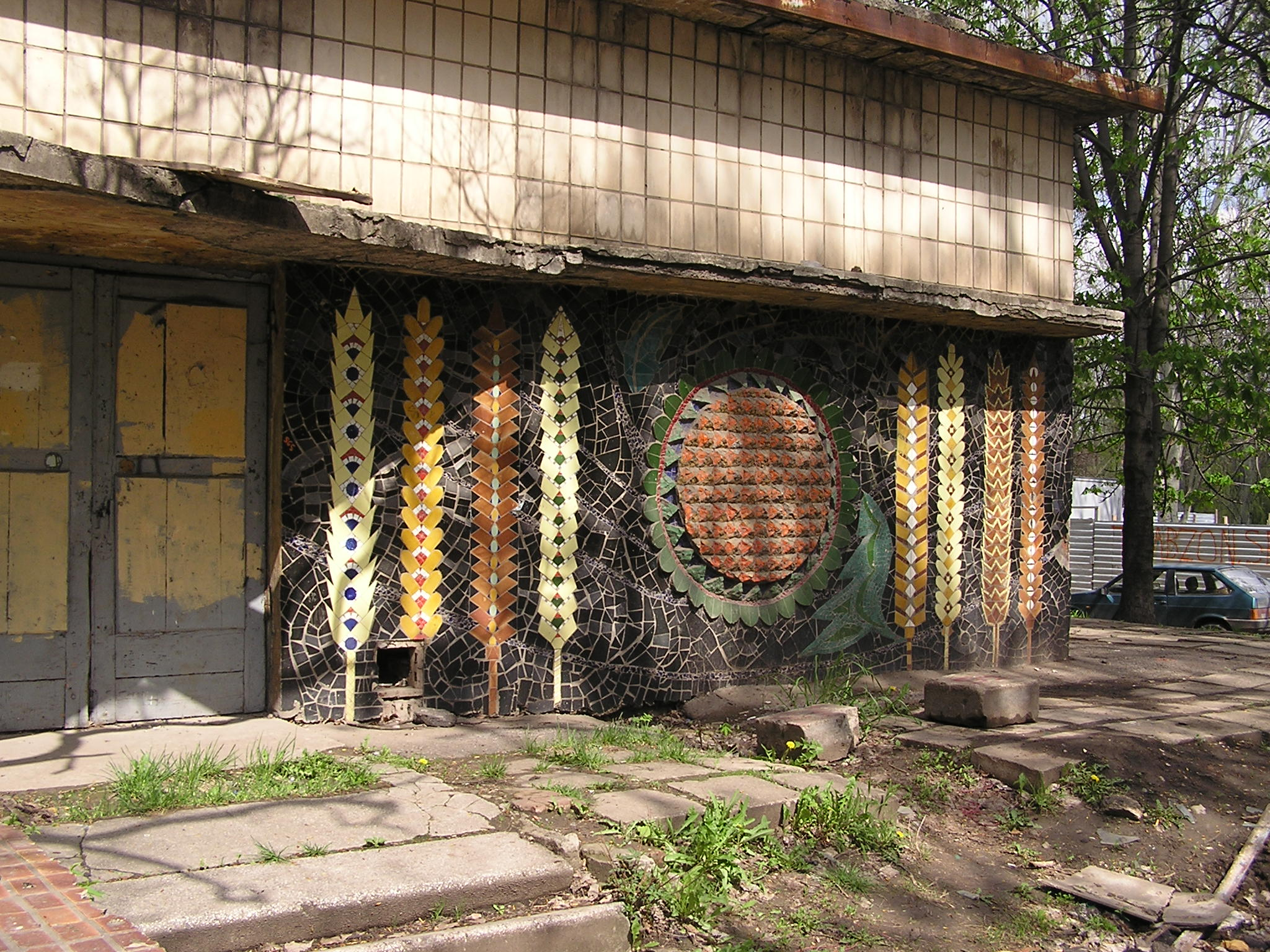
Панно «Земля» (13,5 м²) изображает колосья и подсолнух на фоне чернозёма
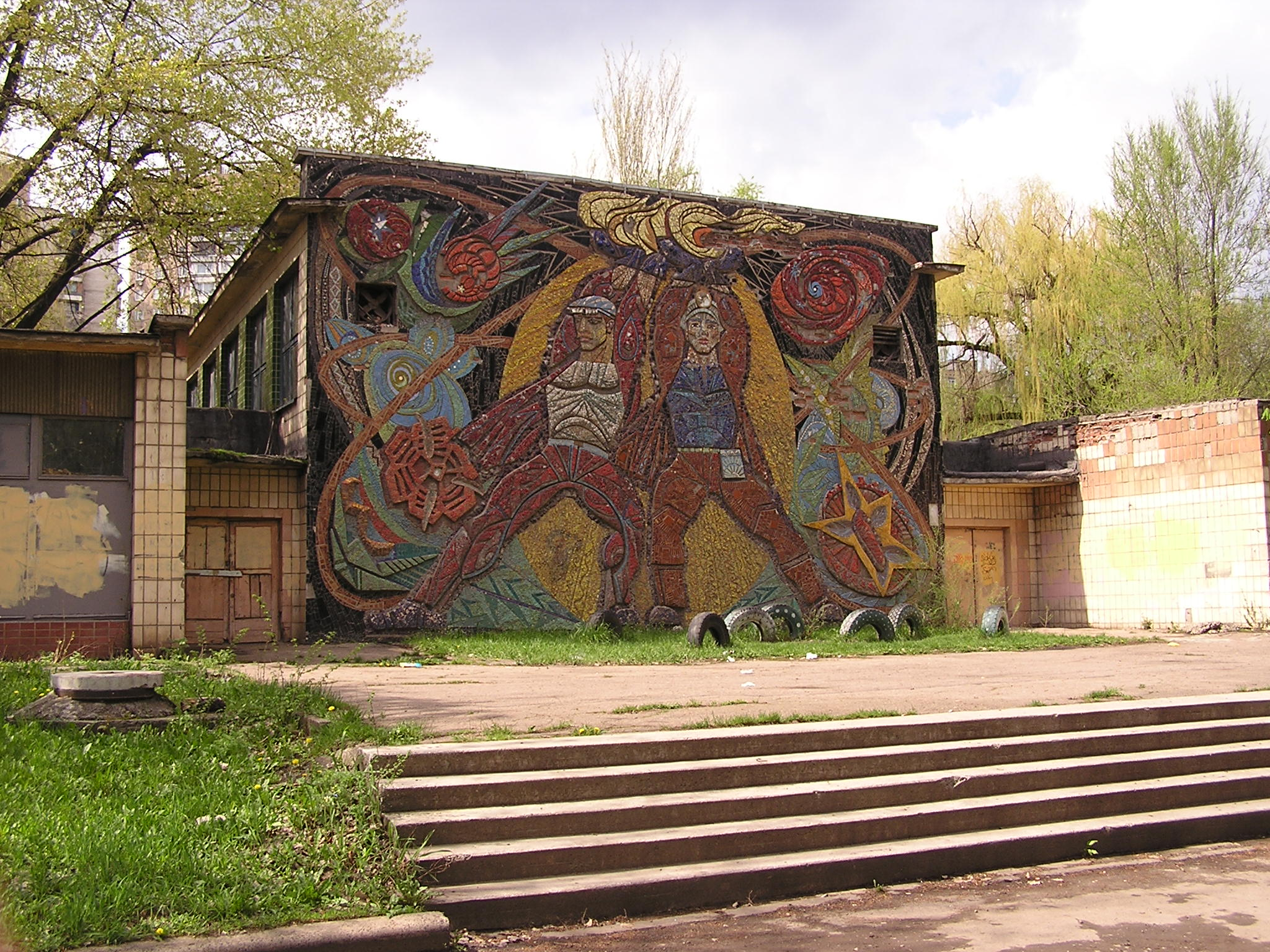
Центральное панно «Прометеи» (132,3 м²)
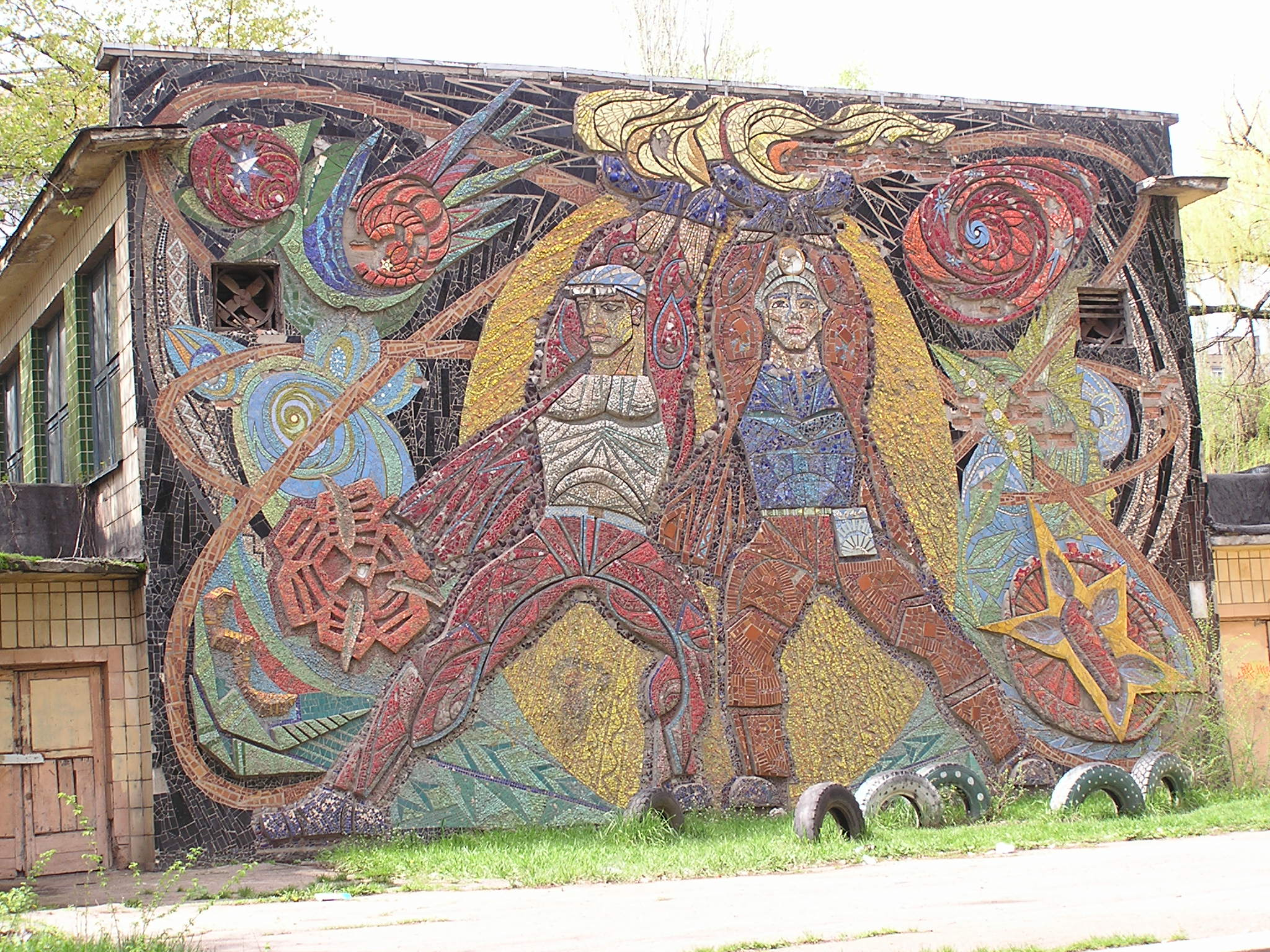
Центральное панно «Прометеи» изображает шахтёра и сталевара
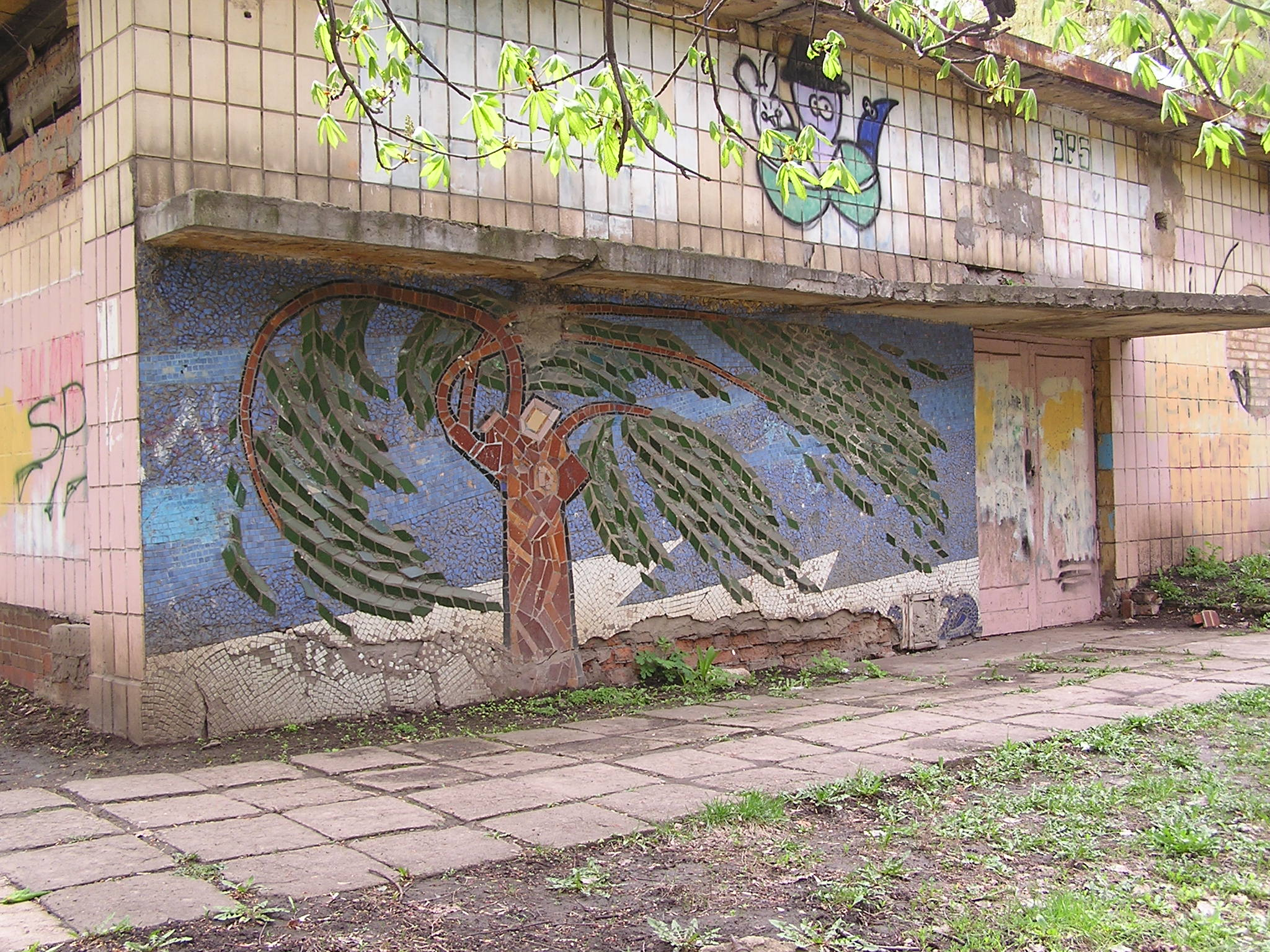
Панно «Воздух» («Верба», 12,1 м²)
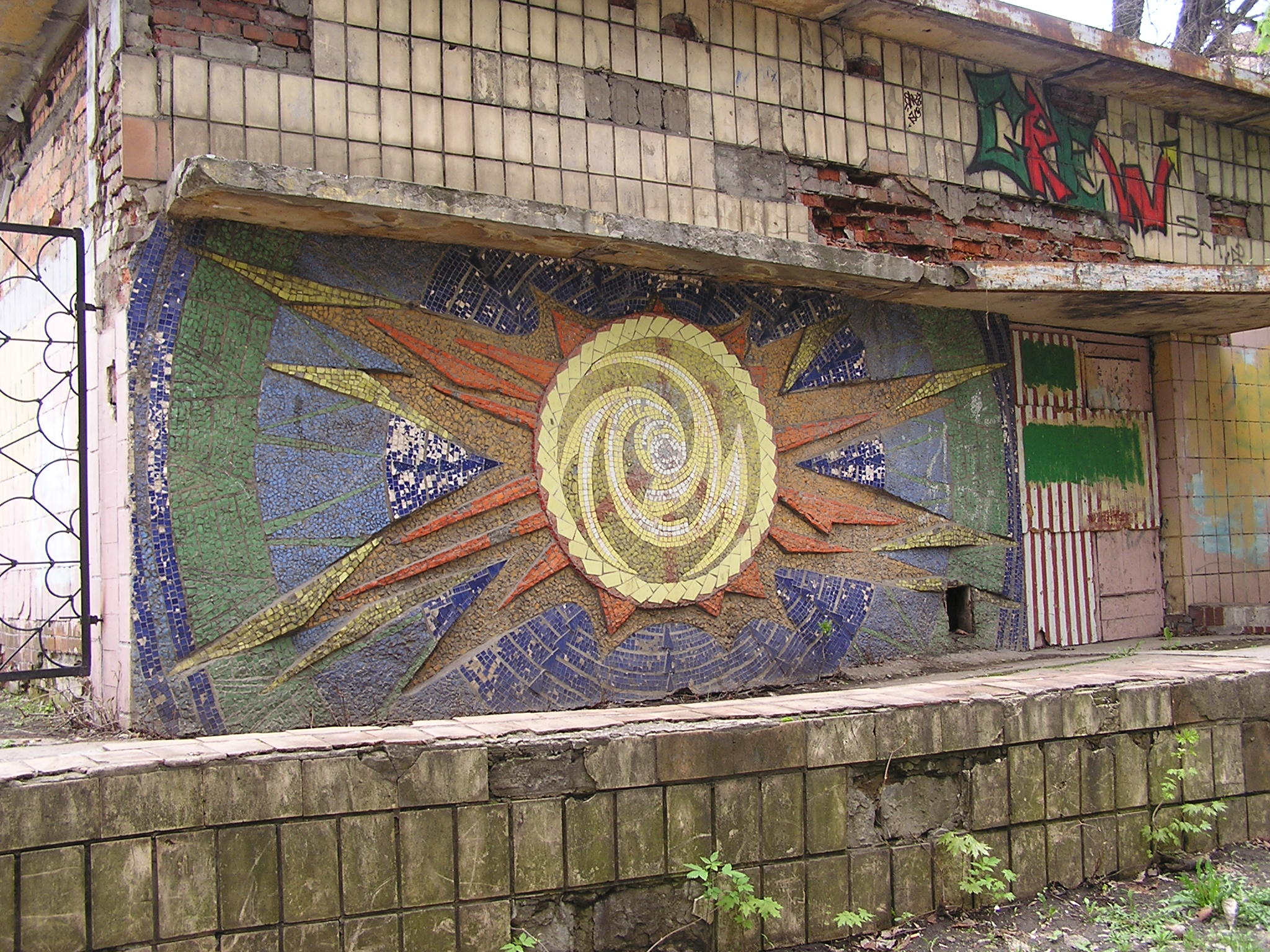
Панно «Солнце» (13 м²)
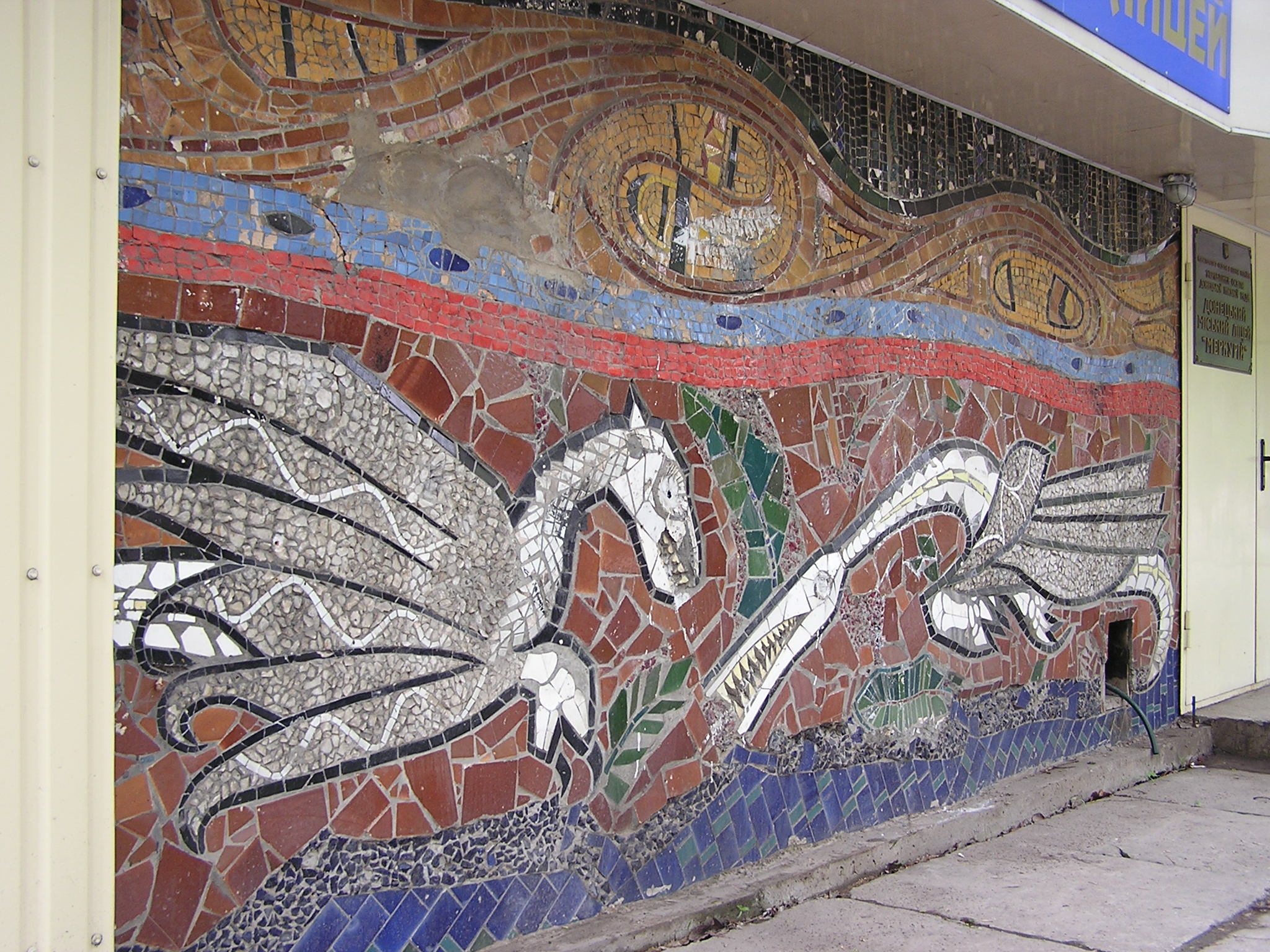
Панно «Недра» (13,2 м²)
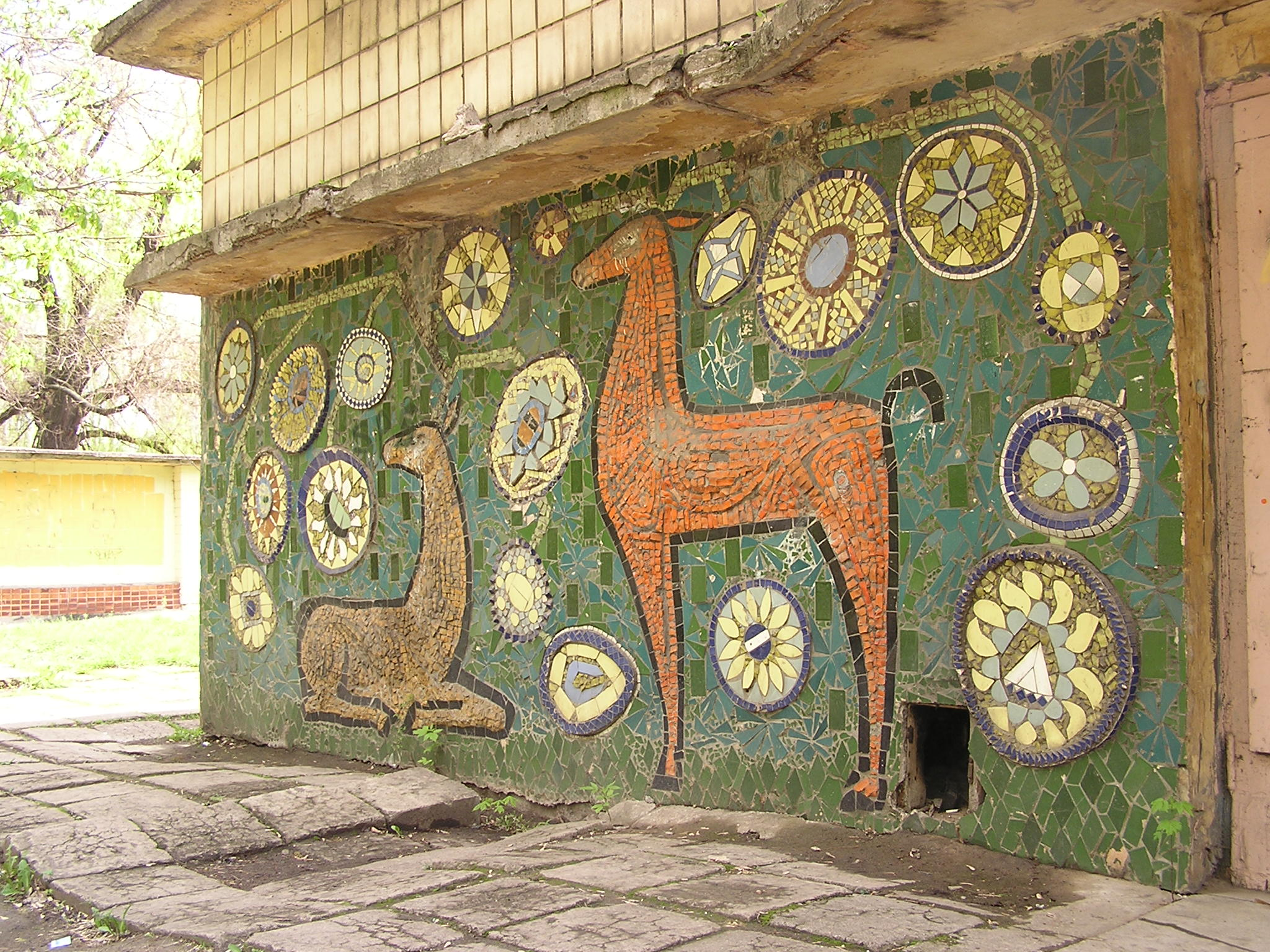
Панно «Жизнь» (14,1 м²)